# Signale – Ein Weltraumabenteuer
Signale – Ein Weltraumabenteuer ist ein Science-Fiction-Film, den die DEFA zusammen mit der polnischen Filmgesellschaft Przedsiebiorstwo Realizacji Filmów Zespoły Filmowe Warszawa unter der Regie von Gottfried Kolditz produzierte. Der Film hatte offiziell am 17. Dezember 1970 Premiere (Voraufführung im Berliner Kino Kosmos am 6. Dezember 1970). Seine literarische Vorlage ist der Roman Asteroidenjäger von Carlos Rasch, an dem sich die beiden Drehbuchautoren allerdings nur vage orientierten.

## Handlung
Im 21. Jahrhundert: Das Forschungsraumschiff Ikaros, das in fremden Sonnensystemen intelligentes Leben suchen sollte, wurde noch in unserem Sonnensystem, in der Nähe des Jupiters, von Meteoriten zerstört, jede Suche nach Überlebenden blieb erfolglos. Kommandant Veikko möchte es mit seinem Schiff Laika doch noch einmal probieren, muss aber seine Rettungsaktion als Wartungsarbeiten an unbemannten Raumstationen „tarnen“. Mit einer bunt zusammengewürfelten Mannschaft gelingt es ihm, Überlebende der Ikaros zu finden, die in einem noch funktionstüchtigen Trümmerteil viele Monate lang ausharrten.

## Kritiken
„Ein osteuropäischer Science-Fiction-Film, der viel Sorgfalt auf Trickaufnahmen und Kameraarbeiten verwendet, aber an erheblichen dramaturgischen Schwächen krankt.“

„Eine Art von 2001 ohne wissenschaftliches oder philosophisches Alibi, ohne Glaubwürdigkeit.“

„Der Film beschränkt sich optisch darauf, das Raumfahrermilieu möglichst attraktiv ins Bild zu bringen. Der Zuschauer kann die komfortable Inneneinrichtung ihrer Fahrzeuge und komplizierte Schalttafeln bewundern, er sieht Kosmonauten kopfstehen und schwerelos im All rotieren … Sehr einfallslos sind dagegen die wenigen auf der Erde spielenden Sequenzen … da wiederholen sich ach zu schöne Bilder von Reitern am Strand, neckisch in Sand und Wellen tollenden Bikini-Nixen und in den Dünen mit Fliegenden Untertassen spielenden Kindern… Über die gesellschaftliche Ordnung im Jahr 2020 läßt sich der Film nicht näher aus, doch deutet alles darauf hin, daß die Erdenbewohner in friedlicher Eintracht zusammenleben… Die Babelsberger Kosmonautenstory zeichnet sich von vielen SF-Filmen westlicher Provenienz aus, daß sie eine Perspektive zeigt, in der der Mensch als verantwortungsbewußtes Wesen seinen Platz behält und nicht durch Computer verdrängt oder von Lebewesen anderer Planeten bedroht wird.“

## Weitere Informationen
Ähnliche DEFA-Produktionen sind:
- Der schweigende Stern (1960)
- Eolomea (1972)
- Im Staub der Sterne (1976)